# Burg Bernstein (Burgenland)
Burg Bernstein in Bernstein im Burgenland wurde im 13. Jahrhundert erstmals erwähnt.

## Lage
Hoch über dem Tauchental ist sie die höchstgelegene Burg des Burgenlandes.

## Geschichte
Im Jahr 860 n. Chr. gehörte das ganze Gebiet dem Erzbistum Salzburg. Erimbert, ein Lehensmann des Erzbischofs, übergab das an der Pinka gelegene Land seinem Dienstmann, dem „Miles“ Jacobus. Der altslawische Name des nahe gelegenen Weilers Grodnau = das zur Burg gehörige Dorf weist darauf hin, dass in der Nähe schon eine Burg stand, und dabei könnte es sich durchaus um ein Vorläuferbauwerk des späteren Bernstein gehandelt haben.
Ab 1199 gehörte die Burg bereits zum Königreich Ungarn. Als Besitzer wurde der Miczbán de genere Akos benannt. Es ist nicht genau bekannt, wann die Burg an den Herzog Friedrich II. von Österreich überging und wie lange der Besitz dauerte, im Jahr 1236 eroberte jedoch Bela IV. von Ungarn die Burg. Jahre später (1260) schenkte er sie dem Grafen Heinrich II. von Güns.
Im Jahr 1336 wurden die Grafen von Güssing und von Bernstein vom Ungarnkönig Karl Robert von Anjou entscheidend geschlagen, die Burg Bernstein wurde anschließend als ungarisches Krongut eingezogen. Im Jahr 1388 wurde die Burg an die Familie Kanizsay verpfändet. Im Jahr 1389 begann diese die verfallene Burg neu aufzubauen. Im Jahr 1392 ging die Burg in das Eigentum der Kanizsay über.
Knapp hundert Jahre später (1482) geriet die Burg vorübergehend in Besitz von Matthias Corvinus, König von Ungarn. Nach wenigen Jahren erhielt Hans von Königsberg 1487 die Burg als Pfand von Kaiser Friedrich III.
In den Jahren 1529 und 1532 belagerten die Türken die Burg, konnten sie aber nicht einnehmen. Daraufhin wurde der Basteienkranz errichtet, um die Burg zur Fluchtburg umzubauen. Ein italienischer Baumeister war Francesco de Pozzo.
Im Jahr 1604 wurde die Burg Bernstein von einem kombinierten Heer, bestehend aus Ungarn, Türken und Tataren, unter Stephan Bocskay Wochen hindurch vergeblich belagert. Ludwig Königsberg ließ 1617 den gotischen Innenbau der Burg barockisieren, Bergfried und Türme wurden abgetragen. Wenig später verkaufte Ehrenreich Christoph Königsberg 1644 Herrschaft und Burg an Graf Ádám Batthyány. Erst knapp zweihundert Jahre später (1864) verkaufte Gusztáv Batthyány die Burg an seinen Verwalter Edward O’Egan. Die Erben O’Egans verkauften 1892 die Burg an Eduard von Almásy. Ein bekanntes Mitglied dieser Familie war der Pilot und Wüstenforscher Ladislaus Almásy. Noch heute befindet sich die Burg im Besitz der Familie Almásy. 1953 wurde ein Teil der Burg zu einem komfortablen Erholungshotel umgewandelt.
Als Burgsiedlungen entwickelten sich neben dem Ort Bernstein auch Rettenbach im Nordwesten.
Einer Sage nach soll auf der Burg die Weiße Frau von Bernstein spuken.

## Anlage
Das weitläufige Gebäude wurde 1529 und 1532 von den Türken belagert. Da sie den Belagerungen standhielt, wurde sie zur Fluchtburg umgebaut. Durch eine Explosion des Pulvermagazines im Jahre 1617 wurde das Gebäude beschädigt und anschließend barockisiert. Sehenswert ist der Rittersaal aus der ersten Hälfte des 17. Jahrhunderts, der eine prachtvolle Stuckdecke besitzt.
Die Burg ist ein Hotel mit Restaurant (Anmeldung erforderlich). Die Alchimistenküche und die Folterkammer aus dem 16. Jahrhundert mit musealen Ausstellungsstücken können besichtigt werden.

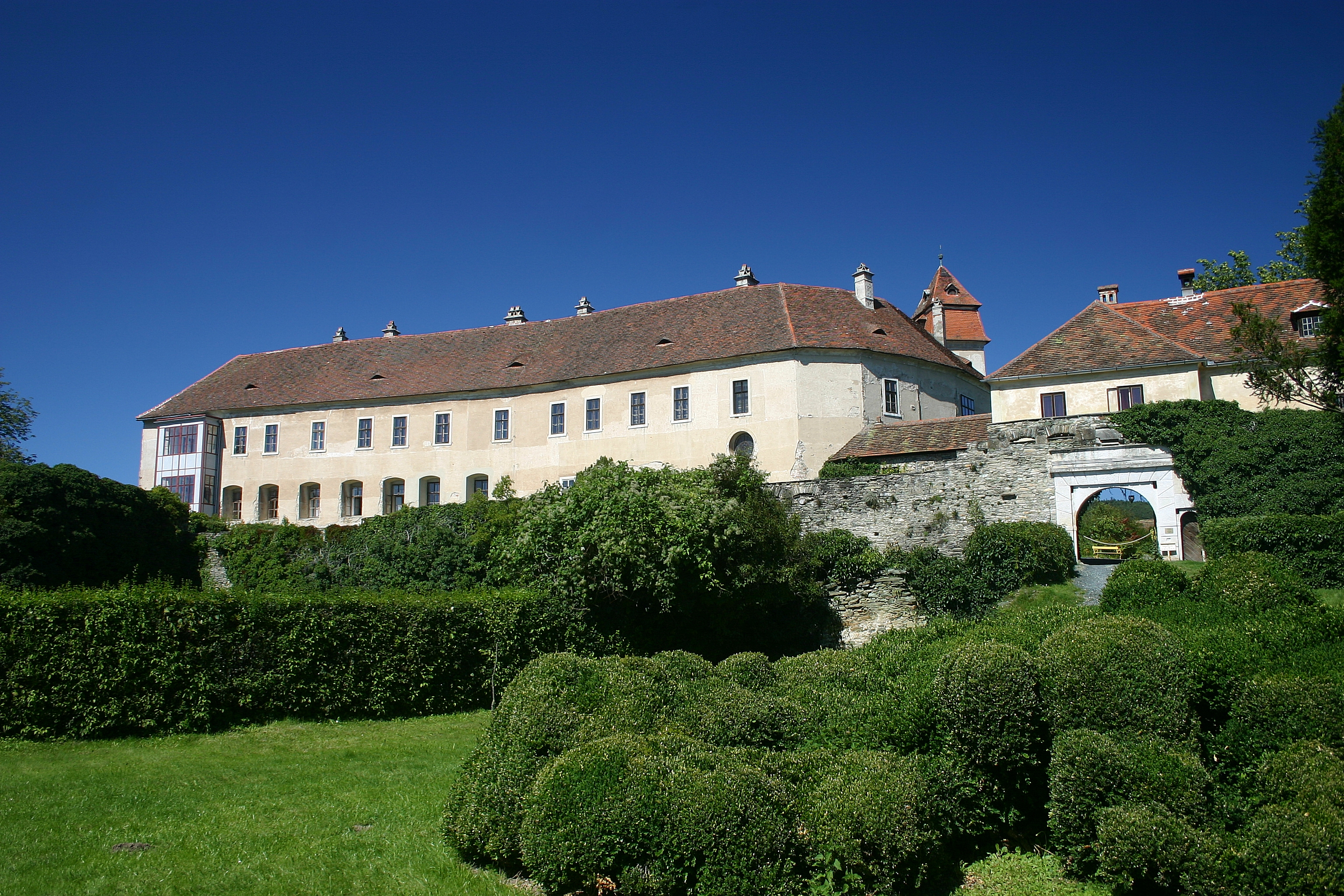
Ansicht von Südwesten
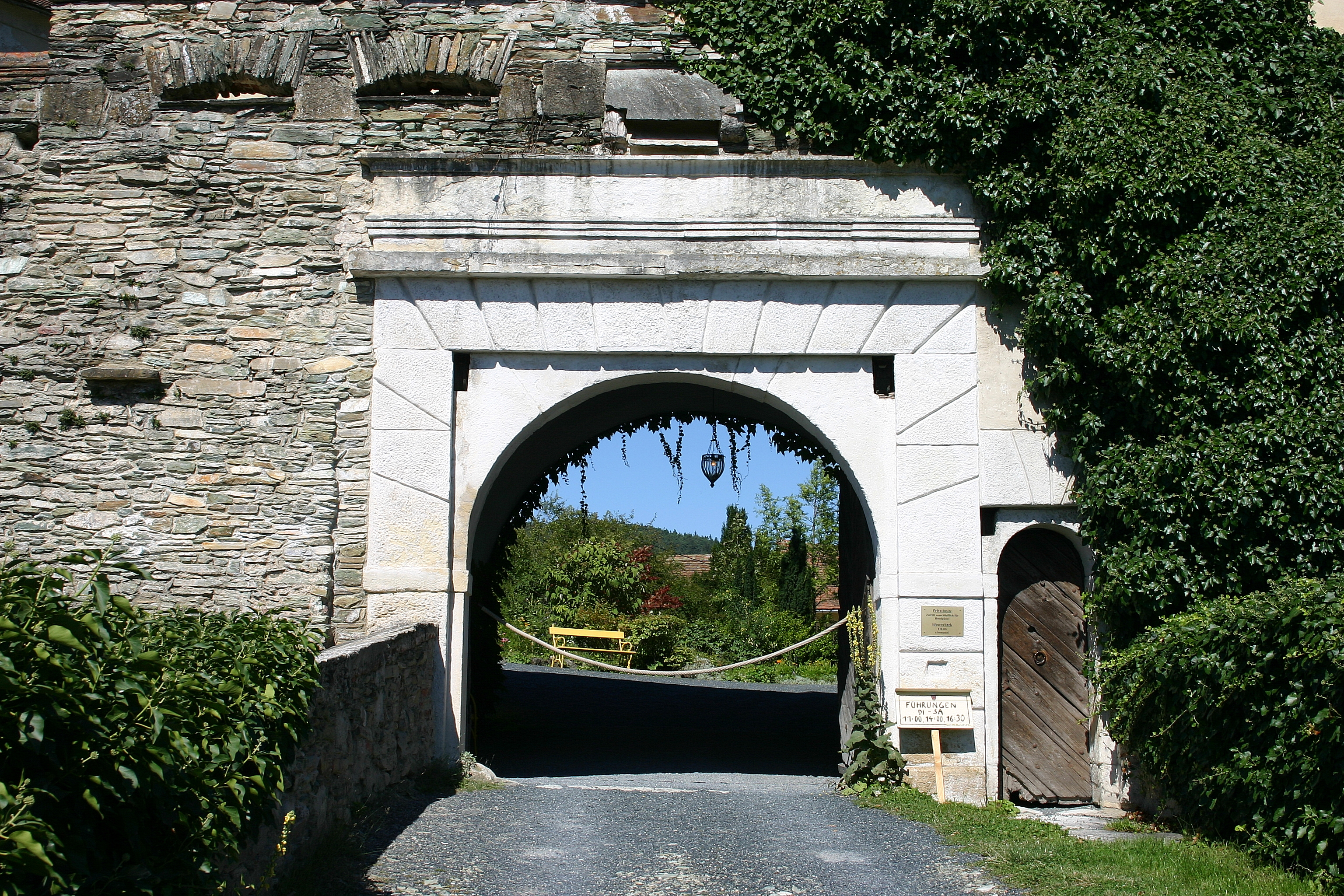
Äußeres Burgtor
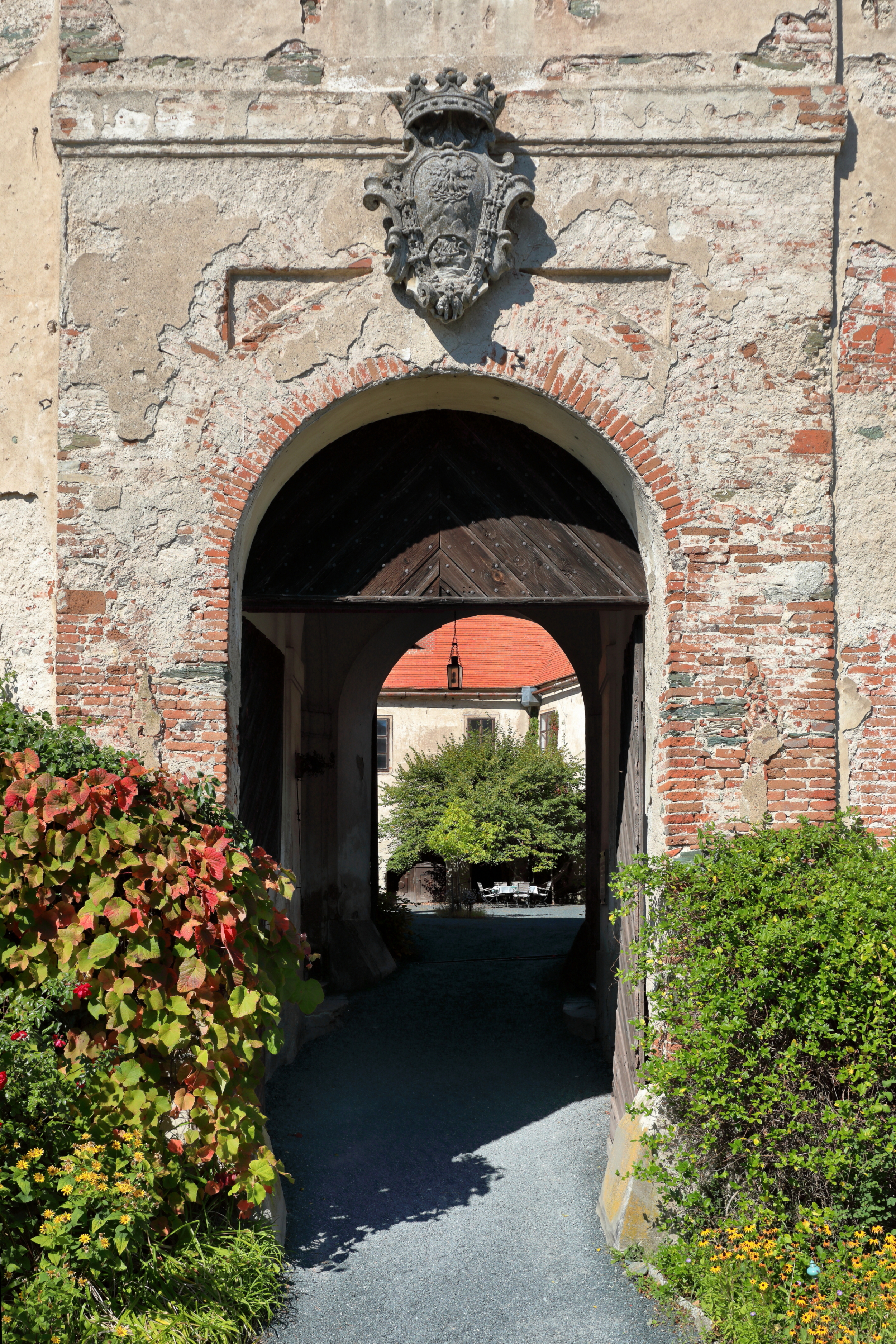
Inneres Burgtor
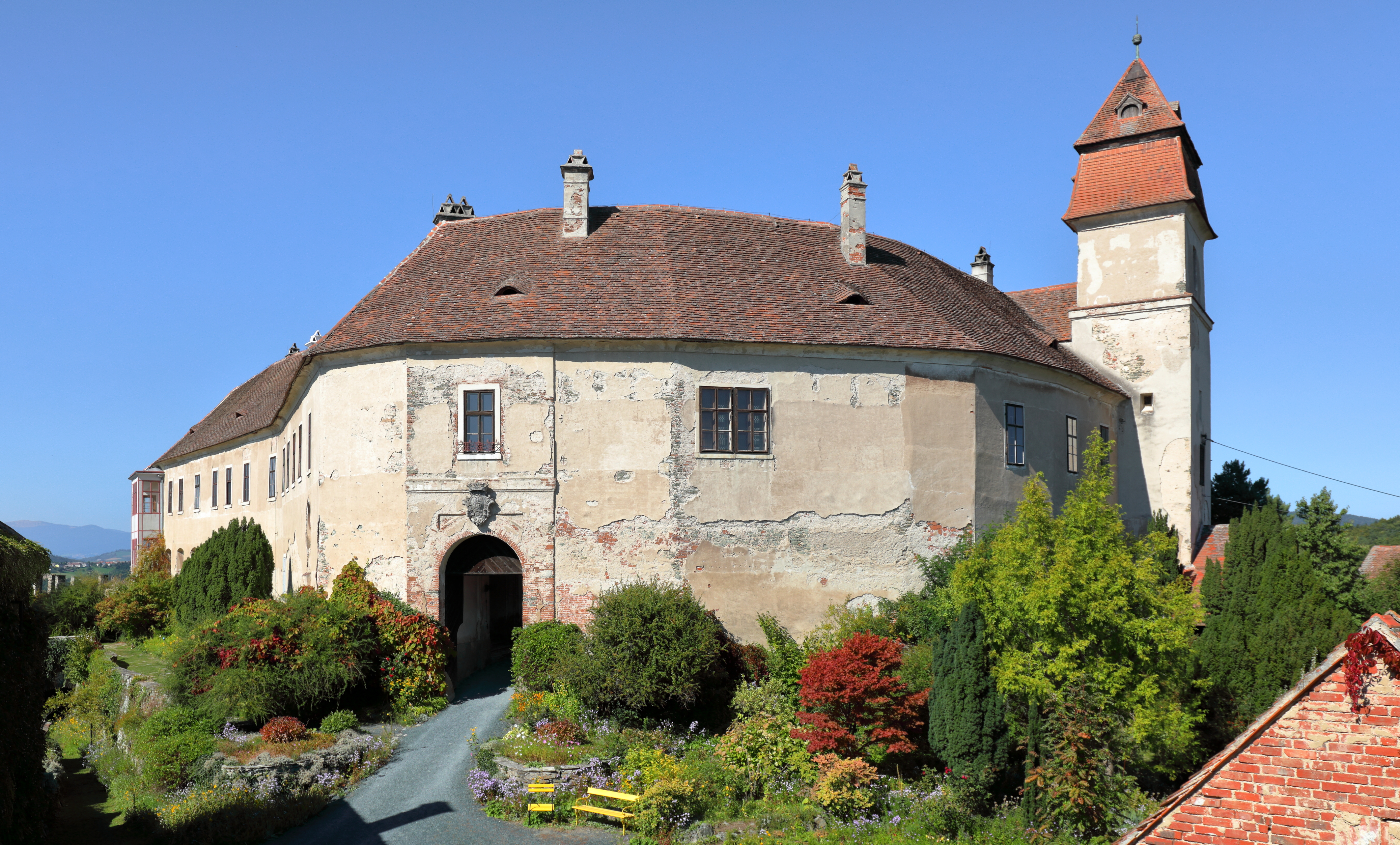
Burgturm
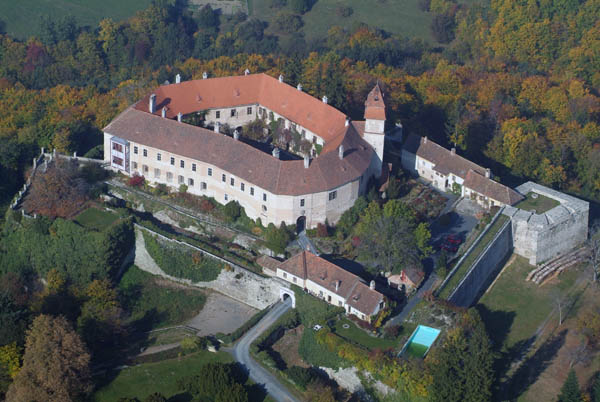
Luftbild

## Sonstiges
In der Burg Bernstein wurden 1978 Teile des Films Das Lustschloß im Spessart von Walter Krüttner gedreht.

## Anmerkung
1. ↑  Je nach Datierung unterschiedlich